# Liste der italienischen Regionen nach dem Index der menschlichen Entwicklung
Folgende Liste sortiert der Regionen Italiens nach ihrem Index der menschlichen Entwicklung (Human Development Index).
Der Human Development Index ist eine Methode den Entwicklungsstand, eines Landes oder einer Region zu berechnen. Der HDI berücksichtigt nicht nur das Bruttonationaleinkommen pro Kopf, sondern ebenso die Lebenserwartung und die Dauer der Ausbildung anhand der Anzahl an Schuljahren, die ein 25-Jähriger absolviert hat, sowie der voraussichtlichen Dauer der Ausbildung eines Kindes im Einschulungsalter. Der HDI wurde im Wesentlichen von dem pakistanischen Ökonomen Mahbub ul Haq entwickelt, der eng mit dem indischen Ökonomen Amartya Sen sowie dem britischen Wirtschaftswissenschaftler und Politiker Meghnad Desai zusammenarbeitete.

## Berechnungsmethode
Ab dem Bericht über die menschliche Entwicklung 2010 werden die drei Dimensionen wie folgt berechnet:
- Lebenserwartungsindex: Lebenserwartung bei Geburt (LE)
- Bildungsindex: Durchschnittliche Schulbesuchsdauer (DSD) und voraussichtliche Schulbesuchsdauer (VSD) in Jahren
- Lebensstandard: Bruttonationaleinkommen (BNE) pro Kopf (BNEpk), KKP US$

1. Lebenserwartungs-Index (LEI) {\displaystyle ={\dfrac {{\text{LE}}-20}{85{,}0-20}}}
2. Bildungs-Index (BI) {\displaystyle ={\dfrac {{\text{DSDI}}+{\text{VSDI}}}{2}}}
2.1. Durchschnittliche-Schulbesuchsdauer-Index (DSDI) {\displaystyle ={\dfrac {{\text{DSD}}-0}{15{,}0-0}}}
2.2. Voraussichtliche-Schulbesuchsdauer-Index (VSDI) {\displaystyle ={\dfrac {{\text{VSD}}-0}{18{,}0-0}}}
3. Einkommensindex (EI) {\displaystyle ={\dfrac {\ln({\text{BNEpk}})-\ln(100)}{\ln(75000)-\ln(100)}}}

Zum Schluss wird der HDI als geometrisches Mittel aus den drei Dimensionen errechnet: {\displaystyle {\text{HDI}}={\sqrt[{3}]{{\text{LEI}}\cdot {\text{BI}}\cdot {\text{EI}}}}.}
LE: Lebenserwartung bei Geburt
DSD: Durchschnittliche Schulbesuchsdauer (Anzahl Jahre, die eine 25-jährige Person oder älter die Schule besucht hat)
VSD: Voraussichtliche Schulbesuchsdauer (Anzahl Jahre, die ein 5-jähriges Kind voraussichtlich zur Schule gehen wird)
BNEpk: Bruttonationaleinkommen pro Kopf kaufkraftbereinigt in US-Dollar

## Regionen nach HDI

Karte der italienischen Regionen nach HDI im Jahr 2017.
> 0.900
0.890 – 0.900
0.880 – 0.890
0.840 – 0.880
< 0.840

19 italienischen Regionen und die beiden autonomen Provinzen Südtirol und Trentino, die zusammen die Region Trentino-Südtirol bilden, nach der Entwicklung ihres Human Development Index von 1995 bis 2019. Angegeben ist zudem ein Land mit einem ähnlichen Human Development Index im selben Jahr. Mit einem Wert von 0,892 belegte Italien Platz 29 im Human Development Index und gehört damit zu den Ländern mit sehr hoher menschlicher Entwicklung. Bei der menschlichen Entwicklung in Italien ist ein Nord-Süd-Gefälle zu bemerken.
| Rang | Region                  | HDI 1995 | HDI 2000 | HDI 2005 | HDI 2010 | HDI 2019 | Steigerung 1995–2019 | Vergleichbares Land |
| ---- | ----------------------- | -------- | -------- | -------- | -------- | -------- | -------------------- | ------------------- |
| 1    | Emilia-Romagna          | 0.826    | 0.856    | 0.881    | 0.896    | 0.921    | ▲ 0,095              | Österreich          |
| 2    | Trentino                | 0.819    | 0.850    | 0.880    | 0.897    | 0.920    | ▲ 0,101              | Japan               |
| 3    | Latium                  | 0.821    | 0.851    | 0.883    | 0.895    | 0.914    | ▲ 0,093              | Luxemburg           |
| 4    | Lombardei               | 0.815    | 0.845    | 0.872    | 0.889    | 0.912    | ▲ 0,097              | Luxemburg           |
| 5    | Südtirol                | 0.797    | 0.827    | 0.851    | 0.872    | 0.910    | ▲ 0,113              | Luxemburg           |
| 6    | Toskana                 | 0.811    | 0.841    | 0.869    | 0.884    | 0.907    | ▲ 0,096              | Spanien             |
| 7    | Friaul-Julisch Venetien | 0.805    | 0.835    | 0.864    | 0.879    | 0.903    | ▲ 0,098              | Spanien             |
| 8    | Marken                  | 0.811    | 0.841    | 0.866    | 0.879    | 0.901    | ▲ 0,090              | Frankreich          |
| 9    | Venetien                | 0.805    | 0.835    | 0.863    | 0.877    | 0.900    | ▲ 0,095              | Tschechien          |
| 10   | Ligurien                | 0.807    | 0.837    | 0.866    | 0.881    | 0.898    | ▲ 0,091              | Tschechien          |
| 11   | Piemont                 | 0.803    | 0.833    | 0.860    | 0.875    | 0.898    | ▲ 0,095              | Tschechien          |
| 12   | Umbrien                 | 0.807    | 0.837    | 0.862    | 0.877    | 0.897    | ▲ 0,090              | Malta               |
| 13   | Abruzzen                | 0.799    | 0.828    | 0.861    | 0.873    | 0.889    | ▲ 0,090              | Griechenland        |
| 14   | Aostatal                | 0.791    | 0.821    | 0.845    | 0.863    | 0.887    | ▲ 0,096              | Zypern              |
| 15   | Molise                  | 0.781    | 0.810    | 0.840    | 0.853    | 0.872    | ▲ 0,091              | Andorra             |
| 16   | Sardinien               | 0.779    | 0.808    | 0.832    | 0.849    | 0.868    | ▲ 0,089              | Andorra             |
| 17   | Basilikata              | 0.767    | 0.796    | 0.824    | 0.840    | 0.862    | ▲ 0,095              | Portugal            |
| 18   | Apulien                 | 0.770    | 0.799    | 0.822    | 0.835    | 0.854    | ▲ 0,084              | Ungarn              |
| 19   | Kampanien               | 0.769    | 0.797    | 0.822    | 0.836    | 0.854    | ▲ 0,085              | Ungarn              |
| 20   | Kalabrien               | 0.769    | 0.797    | 0.822    | 0.836    | 0.845    | ▲ 0,076              | Argentinien         |
| 21   | Sizilien                | 0.768    | 0.797    | 0.821    | 0.834    | 0.845    | ▲ 0,077              | Argentinien         |
|      | Italien                 | 0.799    | 0.829    | 0.856    | 0.871    | 0.892    | ▲ 0,093              | Italien             |